# Claudi Martínez
Claudi Martínez Farré (nacido el 18 de enero de 1971 en Barcelona, Cataluña) es un exjugador de baloncesto español. Con 1.98 m (metros) de estatura, su puesto natural en la cancha era el de alero.

## Trayectoria
- Cantera CB Mollet y FC Barcelona.
- FC Barcelona (1989-1990).
- Club Bàsquet Girona (1990-1994).
- CB Calpe (1994-1995).
- Gandía Basket (1995-1997).
- Viatges Aliguer Pineda (1997-1998).
- Entrenador club Santaeugènia, en Gerona (2013-2014).